# سارا مارشال
سارا مارشال (انگلیسی: Sarah Marshall; ۲۵ مهٔ ۱۹۳۳ – ۱۸ ژانویهٔ ۲۰۱۴) هنرپیشه اهل بریتانیا بود. وی بین سال‌های ۱۹۵۱ تا ۲۰۱۲ میلادی فعالیت می‌کرد.
از فیلم‌ها یا برنامه‌های تلویزیونی که وی در آن نقش داشته‌است می‌توان به دیو، ذهن‌های خطرناک، و تابستان گرم و طولانی اشاره کرد.